# Muswellbrook
Muswellbrook  (10 707 habitants) est une ville de Nouvelle-Galles du Sud en Australie.
Elle est située à 127 km au nord-ouest de Newcastle et à 243 km au nord-ouest de Sydney, à 157 m d'altitude, dans la vallée Hunter.
Le nom de la ville pourrait être la déformation de "mussels creek" car les premiers colons y auraient trouvé des moules.

## Économie
Au sud de la ville se trouvent deux centrales thermiques au charbon.